# 678년

## 연호
- 당(唐) 의봉(儀鳳) 3년

## 기년
- 당(唐) 고종(高宗) 29년
- 신라(新羅) 문무왕(文武王) 18년

## 사건
- 6월 27일 - 교황 아가토, 79대 로마 교황으로 취임.
- 이슬람, 콘스탄티노폴리스 공성전에서 최종적으로 패퇴하고 대군을 잃다.

## 사망
- 4월 11일 - 교황 도노, 78대 로마 교황.